# Església de Santa Maria (Santa Creu de la Serós)
L'església de Santa Maria de Santa Creu de la Serós és l'església d'una antiga abadia benedictina medieval d'Aragó (Espanya). Es troba al municipi de Santa Creu de la Serós, a la província d'Osca. El nom prové precisament de les monges que poblaven aquesta abadia. L'església de Sant Caprasi, construïda entre 1020 i 1030, mig segle abans que Santa Maria, es troba en una ubicació propera al mateix poble. En l'actualitat, de l'abadia només es conserva l'església.
El 13 de novembre de 1931 va ser declarada «monument històric-artístic pertanyent al Tresor Nacional», i confirmat el 25 de maig de 2005 com a Bé d'Interès Cultural (RI-51-0001074).
En 2015, en l'aprovació per la UNESCO de l'ampliació del Camí de Sant Jaume a Espanya a «Camins de Santiago de Compostel·la: Camí francés i Camins del Nord d'Espanya», Espanya va enviar com documentació un «Inventari Retrospectiu - Elements Associats» (Retrospective Inventory - Associated Components) en el que l'església de Santa Maria figura com a núm. 1.

## Història
Al segle XI va funcionar com el monestir familiar de la Casa Reial d'Aragó, és a dir membres femenins de la família ingressaven a l'abadia mentre que altres integrants de la Casa Reial la patrocinaven des de l'exterior.
La data de fundació de Santa Maria és desconeguda. S'esmenta per primera vegada en un document de 1070. En este document, Sança d'Aibar, mare del rei Ramir I, atorga un terreny a la filla de Ramir I, Sança, a condició que el deixe a les monges de Santa Maria a la seua mort. Malgrat que no hi ha cap referència anterior al monestir, sembla que existia ja des de cert temps enrere, ja que en el moment de la donació, el convent tenia ja una abadessa, Menosa, i una església; ja que el document en si va ser redactat «en l'atri de Santa Maria, davant l'abadessa Senyora Menosa». En el seu testament de 1095, Sança d'Aragó especifica que el seu llegat ha d'anar a la «fàbrica de l'església per Santa Maria». A més de Sança, les altres dues filles de Ramir I, Teressa, la seua filla gran que mai es va casar, i Urraca, que va poder haver estat casada amb el Comte Guillem Bertran de Provença, van fer donacions a Santa Maria abans d'entrar-hi com a monges. En un document datat el 15 de març de 1061, Ramir I encomana la seua filla Urraca a l'abadessa i monges de Santa Maria, però este document és probablement una falsificació. Urraca sembla haver entrat en el convent cap a 1070.
La nora de Ramir I, Felícia, esposa del rei Sanç Ramires, donà un evangeliari al convent de monges. Ara està perdut, però es pensa que qualsevol de les dues plaques d'argent daurat que sobreviuen que incorporen alguns ivoris romans d'Orient van ser la seua coberta. Les portades, una de les quals porta el nom de Felícia, ara es troben al Metropolitan Museum of Art de Nova York. Tots dos van poder haver pertangut a algun moment a Santa Maria.

L'abadia va ser abandonada en 1555, quan les monges es van traslladar a Jaca. 

Dos cobertes de llibres de la reina Felícia
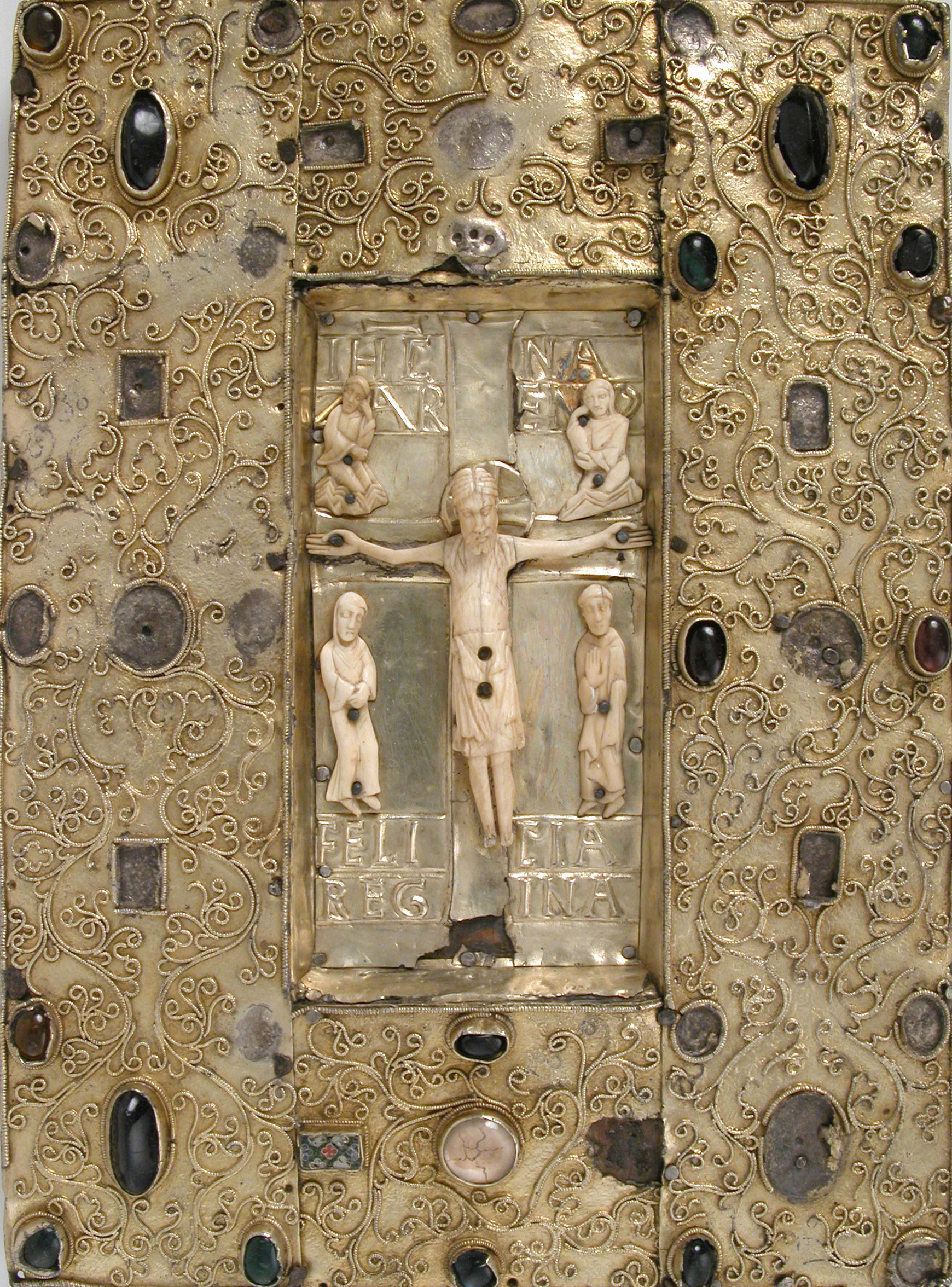
Este té el nom de Felícia
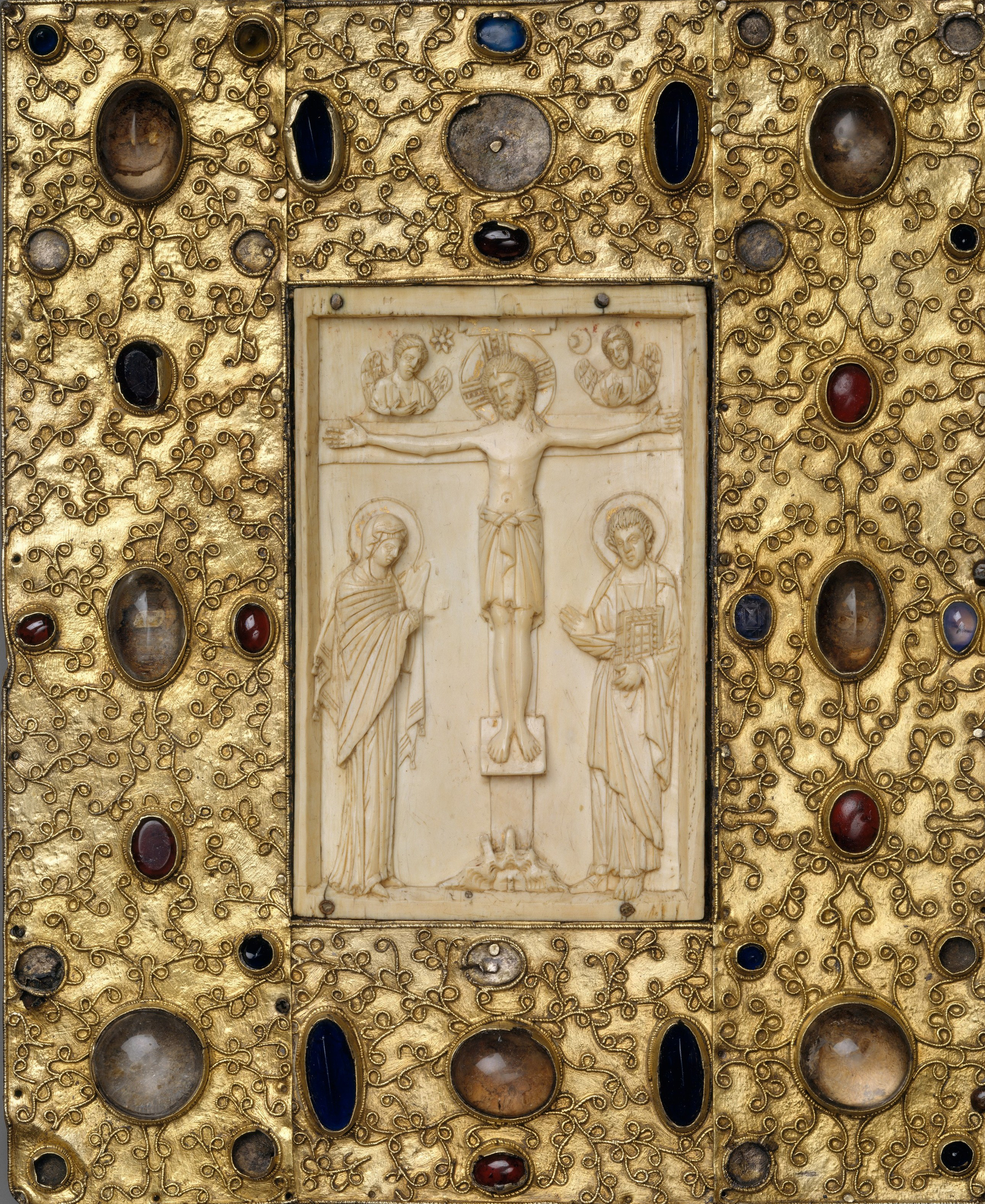

## Arquitectura
L'església de les monges, que estava almenys ja en construcció a la fi de segle xi, és un dels edificis més antics d'Aragó construïts en estil romànic. La petita església, que és l'únic edifici del complex que encara es troba dempeus, té planta amb creu llatina. L'exterior és de carreu. L'interior té capitells esculpits i motllures intricades. La nau és de volta de canó amb un absis semicircular. El braç sud del transsepte té una torre alta amb una cúpula en ziga-zaga. L'aparença massiva de l'església probablement es destacava menys quan era merament l'edifici central entre molts, però avui està sol. Molts dels elements arquitectònics tenen rastres de policromia: estaven pintats en colors brillants.

Exterior de la iglesia
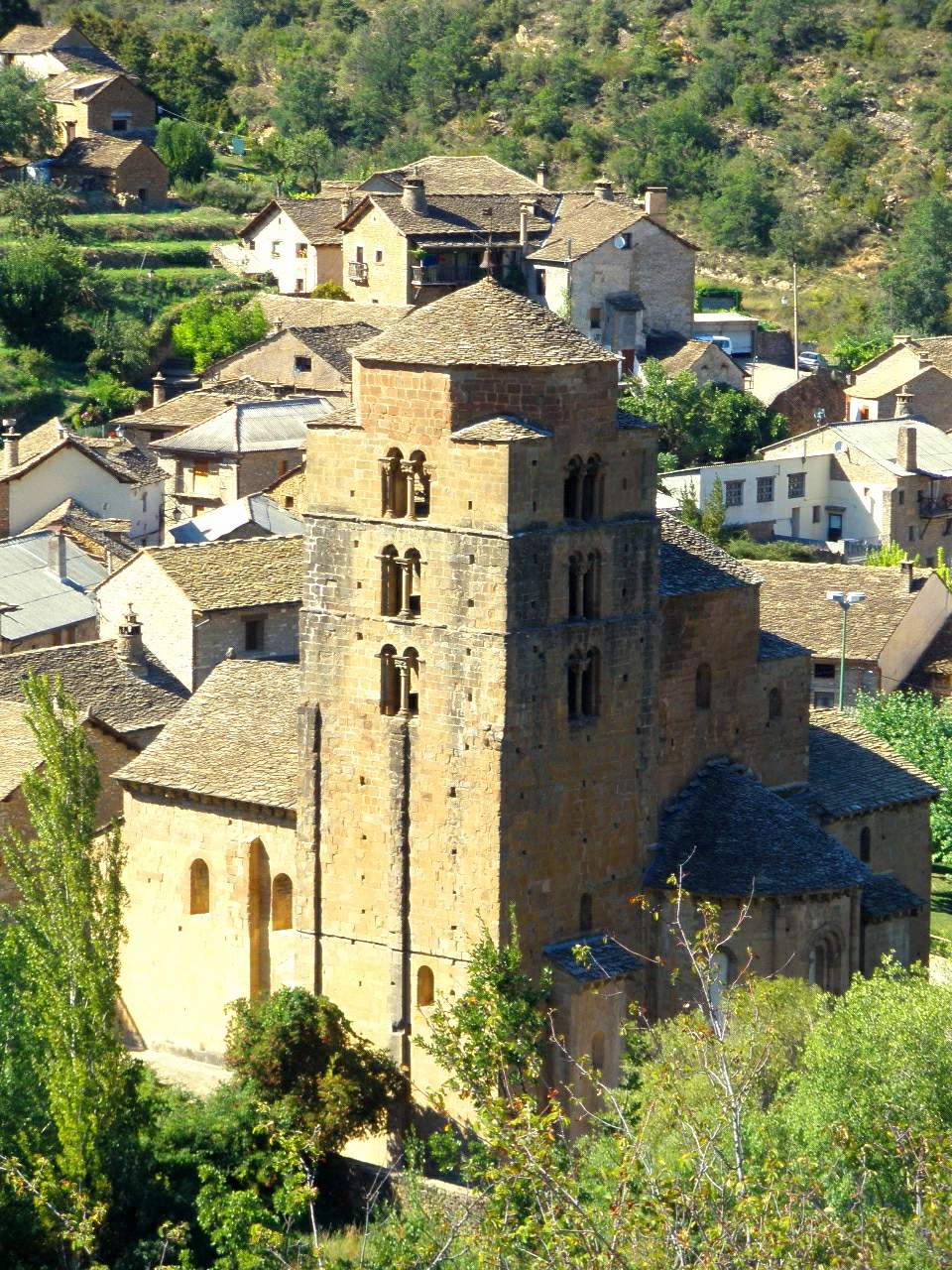
Vista llunyana
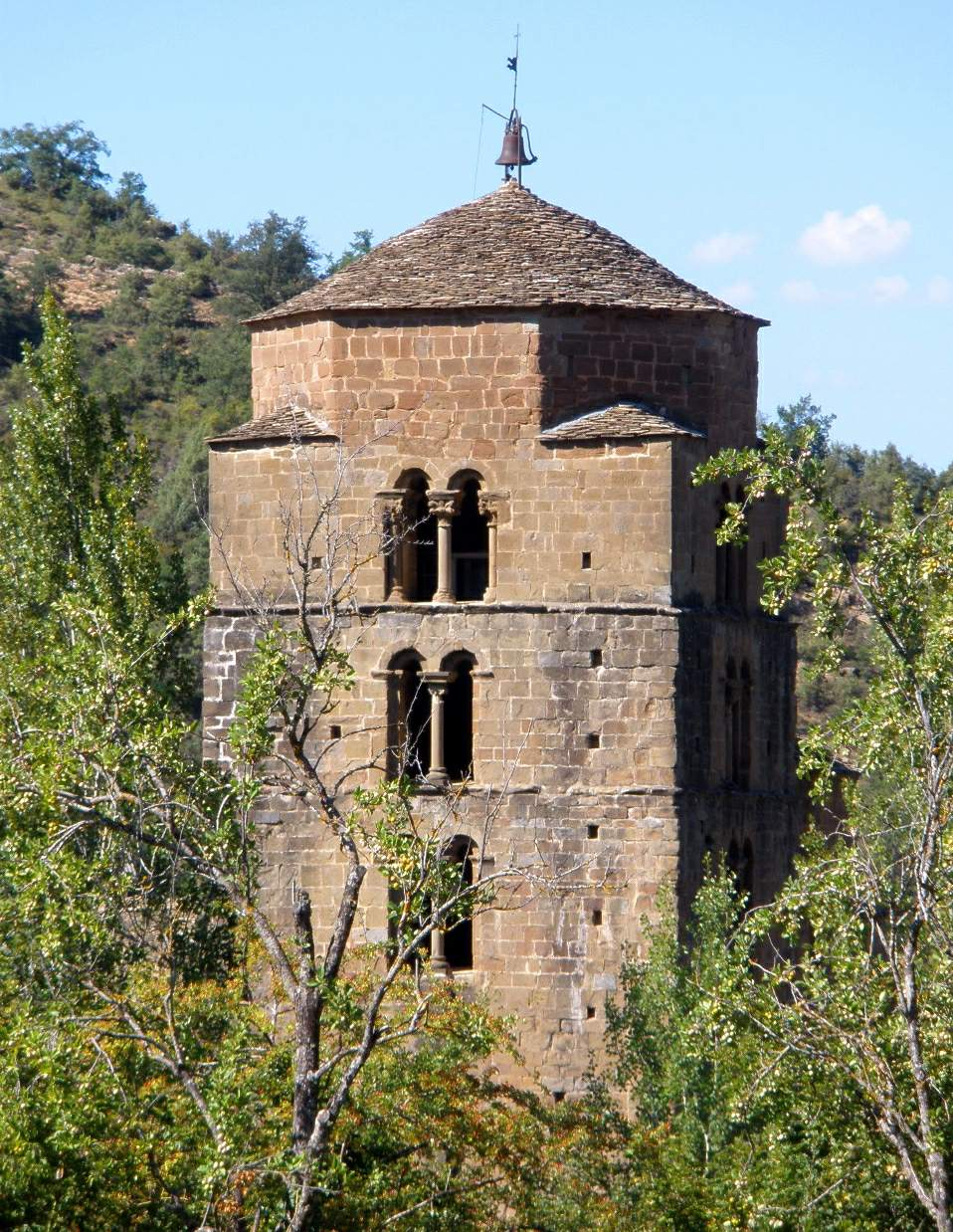
Detall de la torre
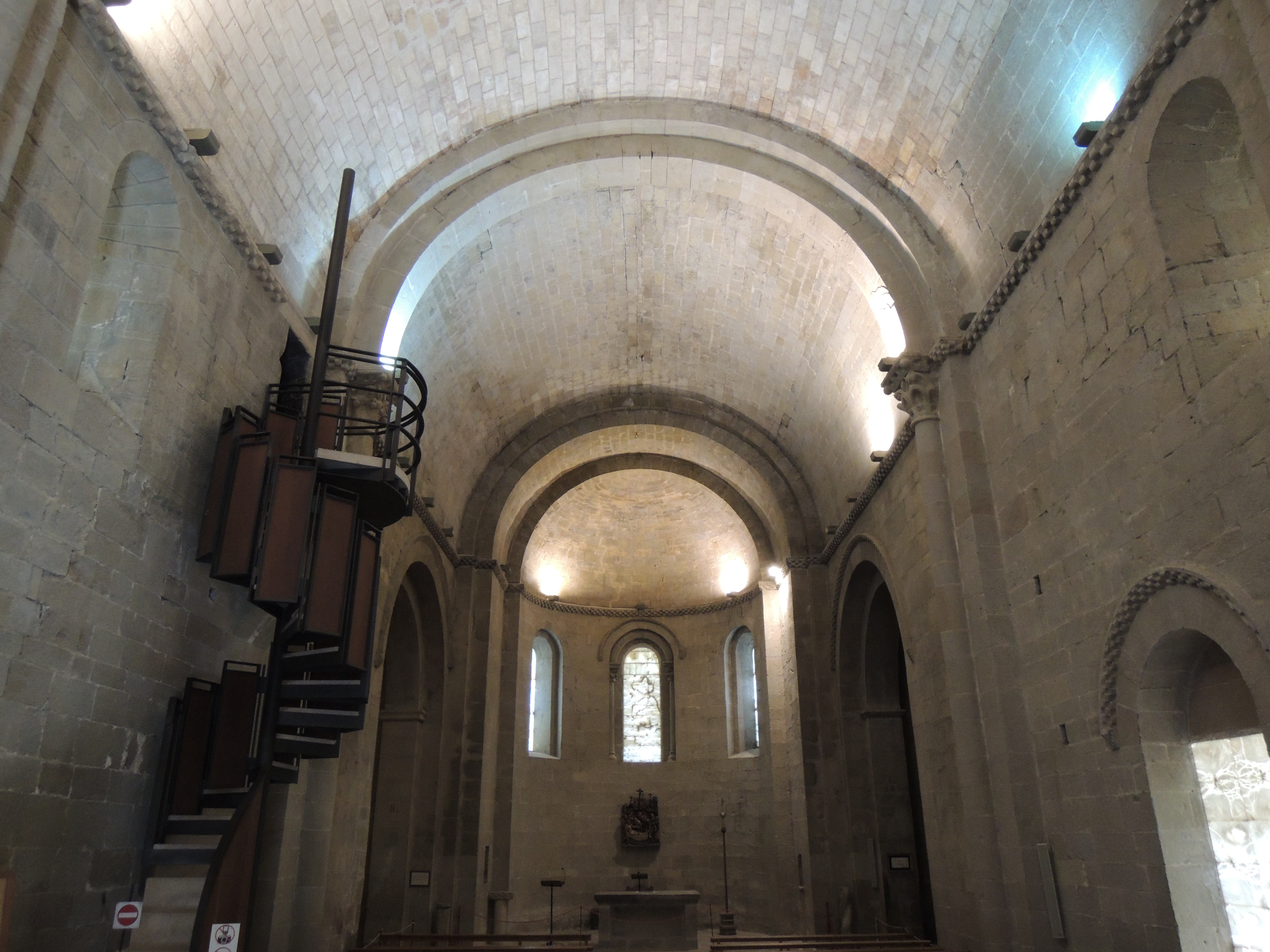
Nau amb volta de canó; L'escala de cargol condueix a l'habitació secreta
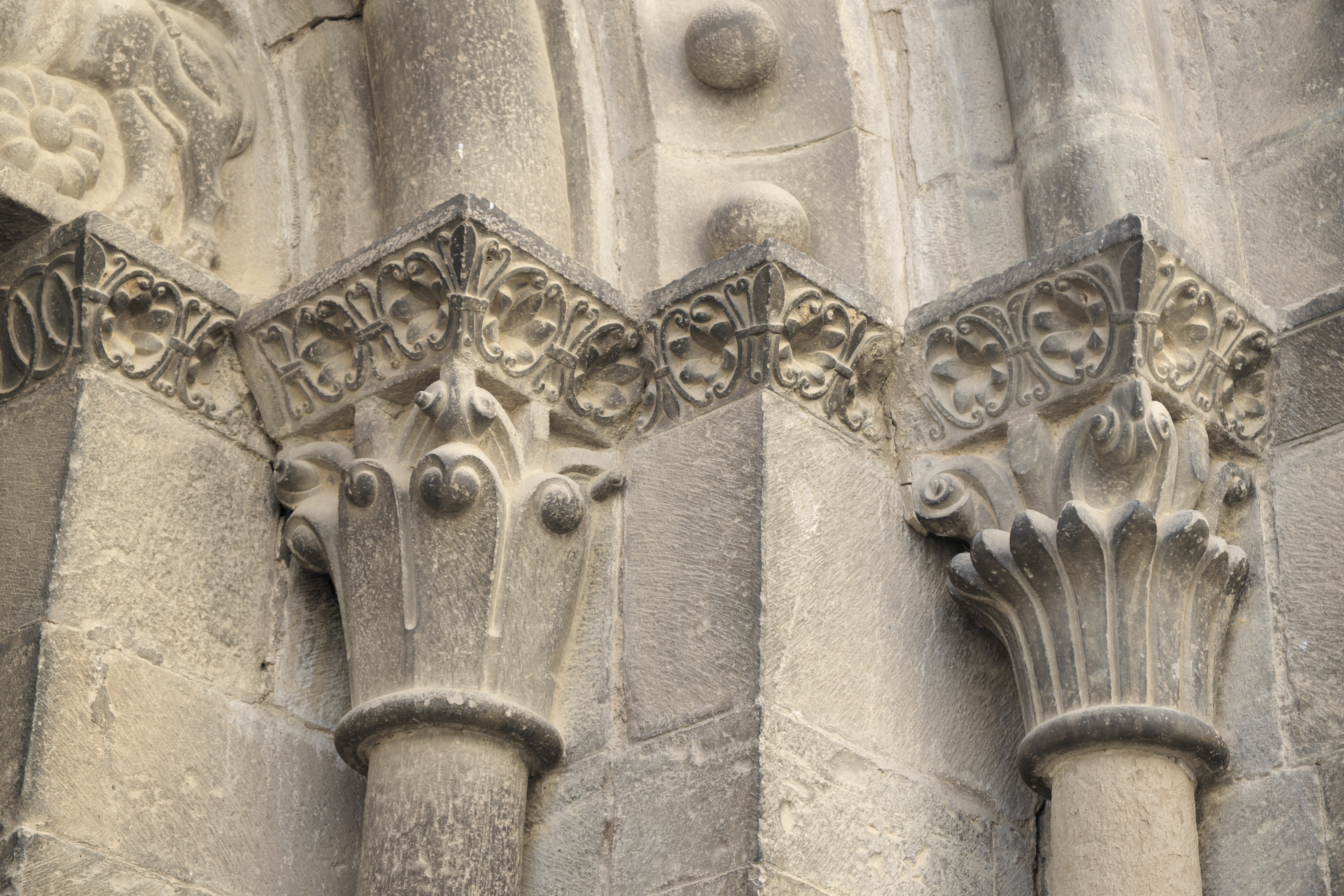
Capitells tallats típicament intricats i motllures
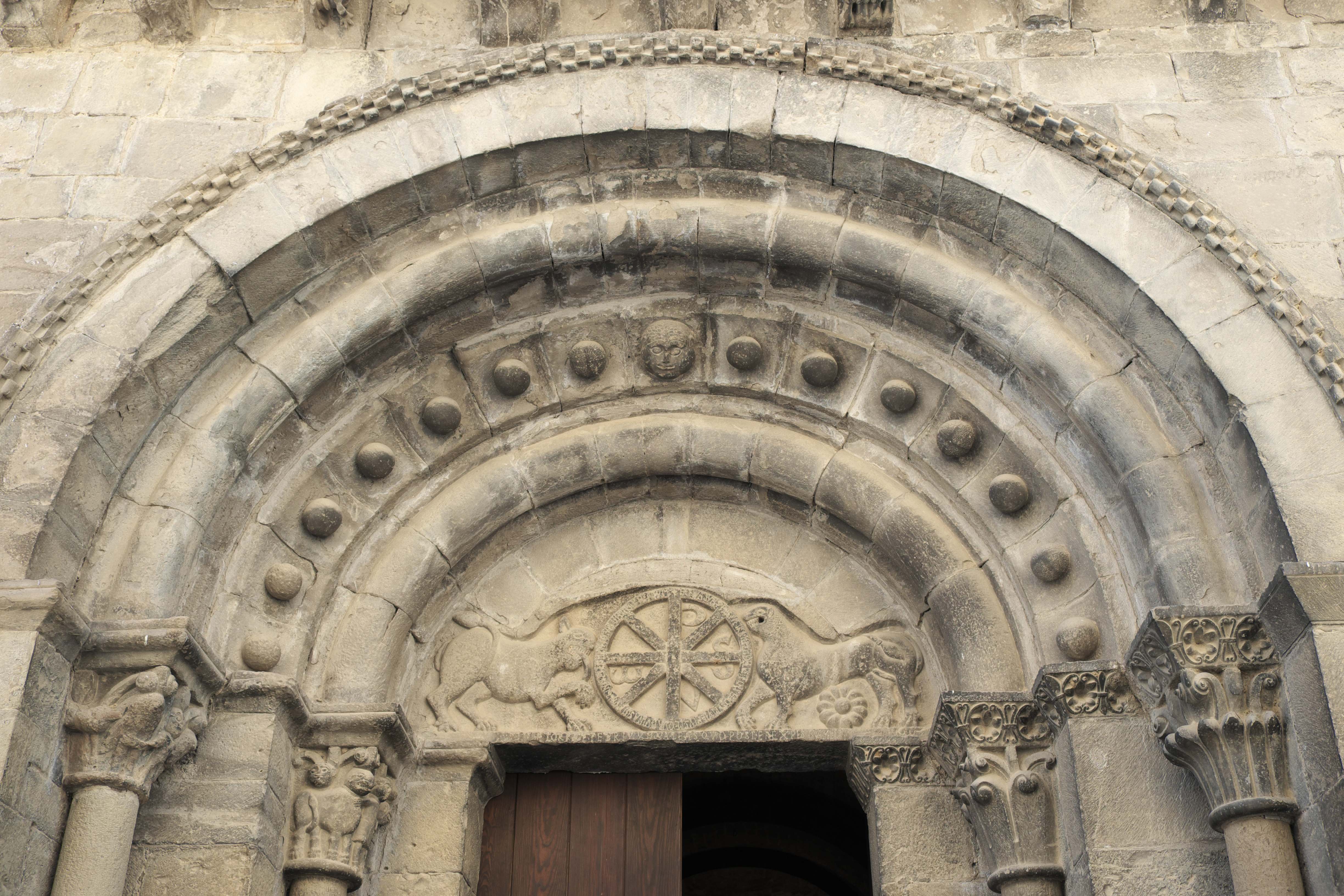
Timpà al portal oest, mostrant crismó i lleons
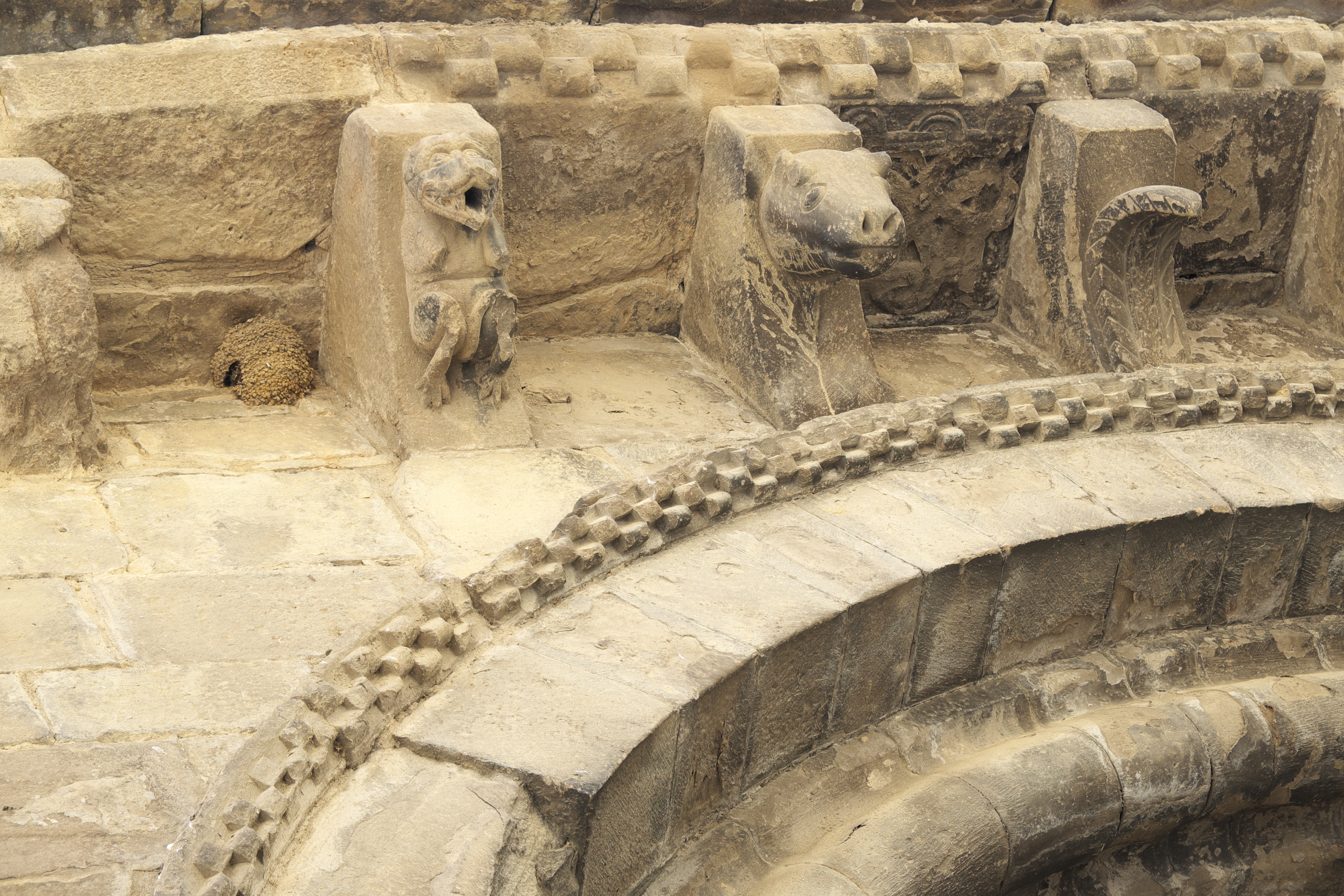
Els corbets tallats van estar pintats
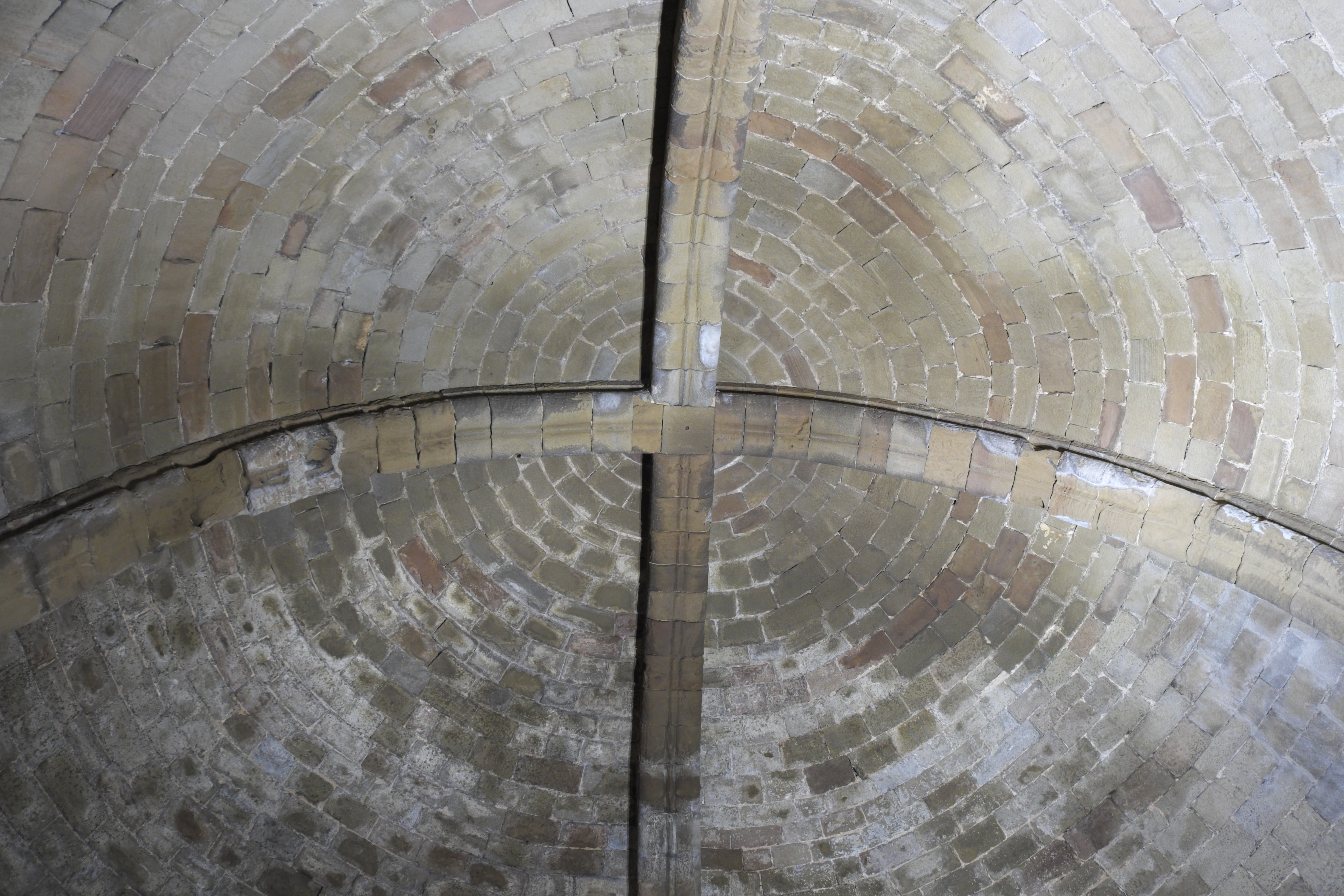
Sostre de la cambra octogonal sobre el creuer
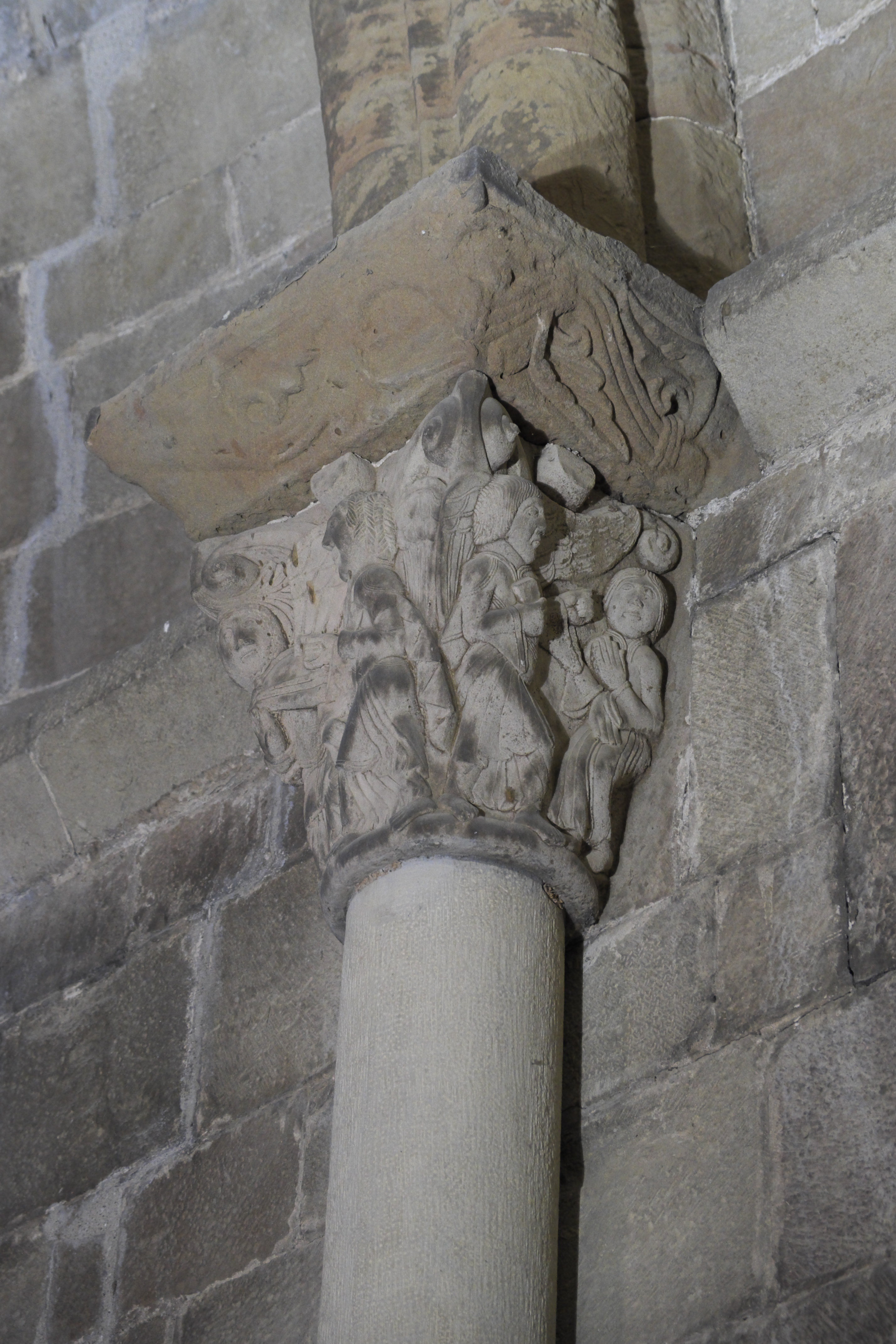
Mènsula a la cambra octogonal
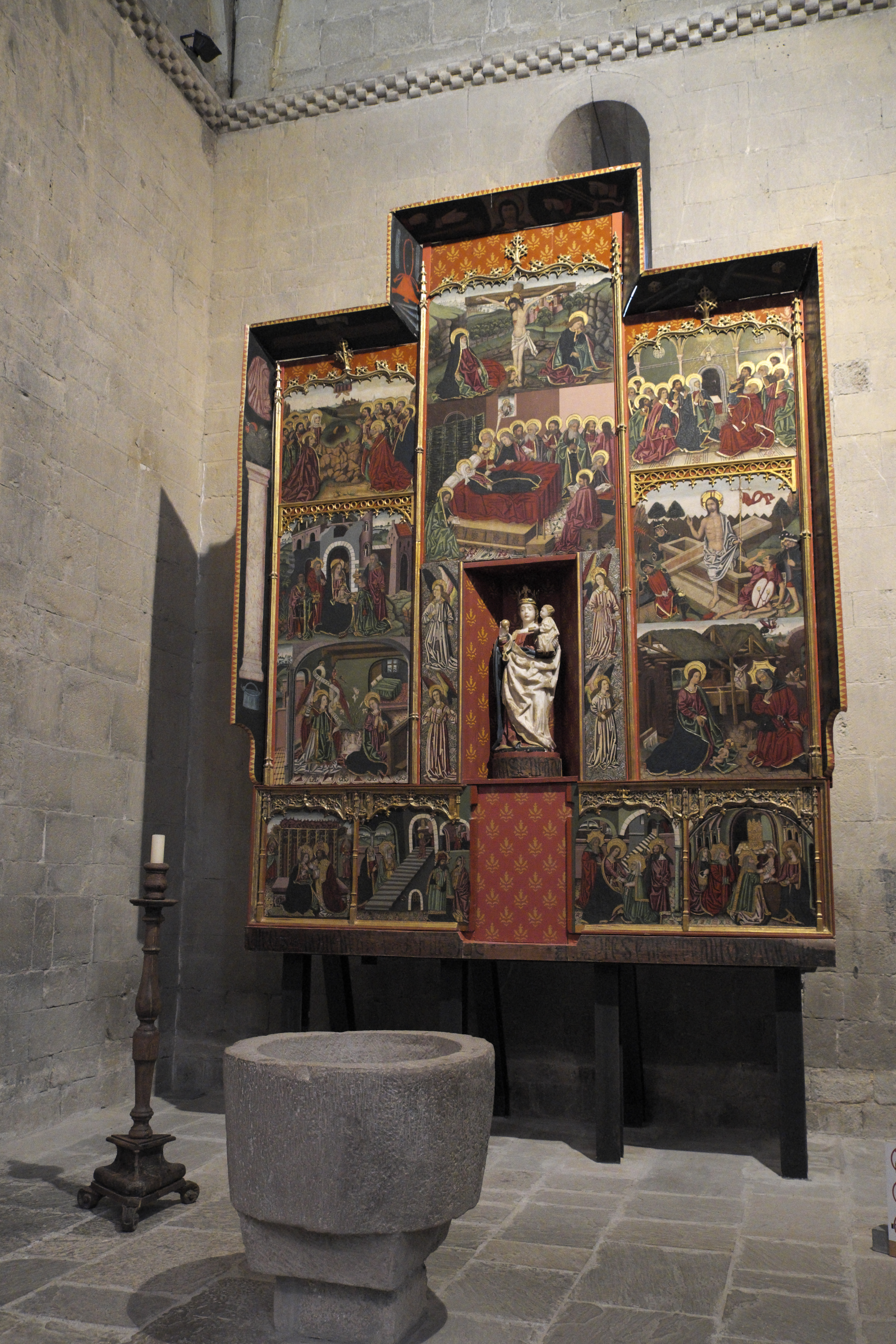
Retaule i pica baptismal